# کردهای ترکمنستان
کردهای جمهوری ترکمنستان (به کردی: Kurdên Tirkmenistanê) به ساکنان کردتبار جمهوری ترکمنستان (شوروی سابق) گفته می‌شود.

## تاریخ
در سده نخست هجری سال ۵۷ هنگامی که کاروان عرب از سمرقند به نجد می‌رفت در نزدیک مرو شاعر معروف عرب مالک بن ریب بیمار و بستری شد او قصیده معروفی دارد که در ان قصیده ذکر می‌کند که اطراف او را خانه‌های کردان فرا گرفته در سده‌های پس از ان نیز بارها در کتابهای دیگر به اسکان کردان در خراسان و بویژه در اطراف مرو اشاره شده‌است.
أقول وقد حالت قری الکرد بیننا
جزی الله عمراً خیر ما کان جازیا
می‌گویم در حالی که روستاهای کرد بسیاری حول ما را گرفته‌است که خدا عمرو را که -سبب اورارگیم بود- جزا دهد
پیشینهٔ کردهای ترکمنستان به قرن ۱۷ میلادی بازمی‌گردد. با ظهور حکومت صفوی و تغییر مذهب رسمی ایران به تشیع، اختلافات مذهبی در خاورمیانه ایجاد شد که یکی از دلایل تاخت و تاز ازبک‌ها در خراسان و به دنبال آن، غارت مشهد بوده‌است. بدستور شاه عباس اول، گروهی از کردها که بیشتر از قبایل کرمانج زیرکانی و جلالی بودند، در خراسان اسکان یافتند تا امنیت به کوهستان‌ها بازگردد. پس از صفویان، نادرشاه افشار نیز که به اهمیت کردها در منطقه پی برده بود، کردهای بیشتری برای جلو بردن اهداف حکومت در منطقه سرازیر نمود.
پس از انعقاد عهدنامه آخال در سال ۱۸۸۱ بین ایران و روسیه تزاری بخشی از کردها در آن سوی مرز در قلمرو روسیه ماندند. در سال ۱۹۳۷ با انحلال جمهوری کردستان شوروی در قفقاز شمار زیادی از کردها به ترکمنستان تبعید و شمار دیگر نیز، در سال ۱۹۴۴، به دستور استالین تبعید شدند.
مارف خزنه دار، در کتاب خود دربارهٔ کردهای ترکمنستان می‌نویسد:
کردهای ترکمستان در اصل تبارشان به کردهای خراسان می‌رسد که در اعصار مختلف به ترکمستان مهاجرت کرده‌اند. کردهای خراسان نیز خود در اصل از بخشهای غربی ایران و منطقه غرب دریاچه ارومیه با توسل به زور به خراسان کوچانده شده‌اند. بخش بزرگی از این کوچ اجباری در سال ۱۶۱۸ به فرمان شاه عباس صفوی روی داده که طی آن پانزه هزار خانوار کرد به خراسان برده می‌شوند. از جمله این عشایر می‌توان از جعفرانلو و شادیلوو نام برد که در نواحی قوچان، شیروان، بجنورد و بعدها در دیگر مناطق خراسان از جمله دره گز، قلات و تراخان سکونت داده می‌شوند.

## زندگی
از سال ۱۹۸۸ کردهای ترکمنستان توانستند وارد ادارات و مراکز دولتی جمهوری سوسیالیستی ترکمنستان شده و سمت‌ها مهمی را تا به امروز عهده‌دار می‌باشند. کردهای ترکمنستان در دوران اتحادیه جماهیر شوروی دارای روزنامه و مدارس مستقل کرد زبان بوده اما پس از استقلال ترکمنستان تمامی مدارس غیر زبان ترکمنی تعطیل شد.
اکثر کردهای ترکمنستان مسلمان سنی مذهب و اقلیت‌های کوچکی نیز شیعه، ایزدی و مسیحی می‌توانند آزادانه اعمال دینی خود را بجا آورند.